# Gintaras Staučė
Gintaras Staučė   (Alytus, 24 de desembre de 1969) és un exfutbolista lituà de la dècada de 1990.
Fou 61 cops internacional amb la selecció lituana.
Pel que fa a clubs, defensà els colors de FC Spartak Moscou, Galatasaray, i MSV Duisburg.